# James West (labdarúgóedző)
James West angol labdarúgóedző, a Newton Heath második, majd a csapat Manchester United néven történő újraalapítása után az együttes első klubtitkára, aki akkor a menedzseri feladatokat is betöltötte.
West alatt a Newton Heath teljesen összeomlott pénzügyileg és csődbe ment, mielőtt újjászületett volna Manchester United néven, 1902. április 28-án. A manchesteri csapat átvétele előtt a Lincoln City edzőjeként is dolgozott.